# IC 3396
IC 3396 је елиптична галаксија у сазвјежђу Береникина коса која се налази на листи објеката дубоког неба у Индекс каталогу.
Деклинација објекта је + 25° 2' 59" а ректасцензија 12h 28m 45,1s. Привидна величина (магнитуда) објекта IC 3396 износи 15,7 а фотографска магнитуда 16,7.